# Liste de plantes de fiction
 (septembre 2018).
Si vous disposez d'ouvrages ou d'articles de référence ou si vous connaissez des sites web de qualité traitant du thème abordé ici, merci de compléter l'article en donnant les références utiles à sa vérifiabilité et en les liant à la section « Notes et références ».

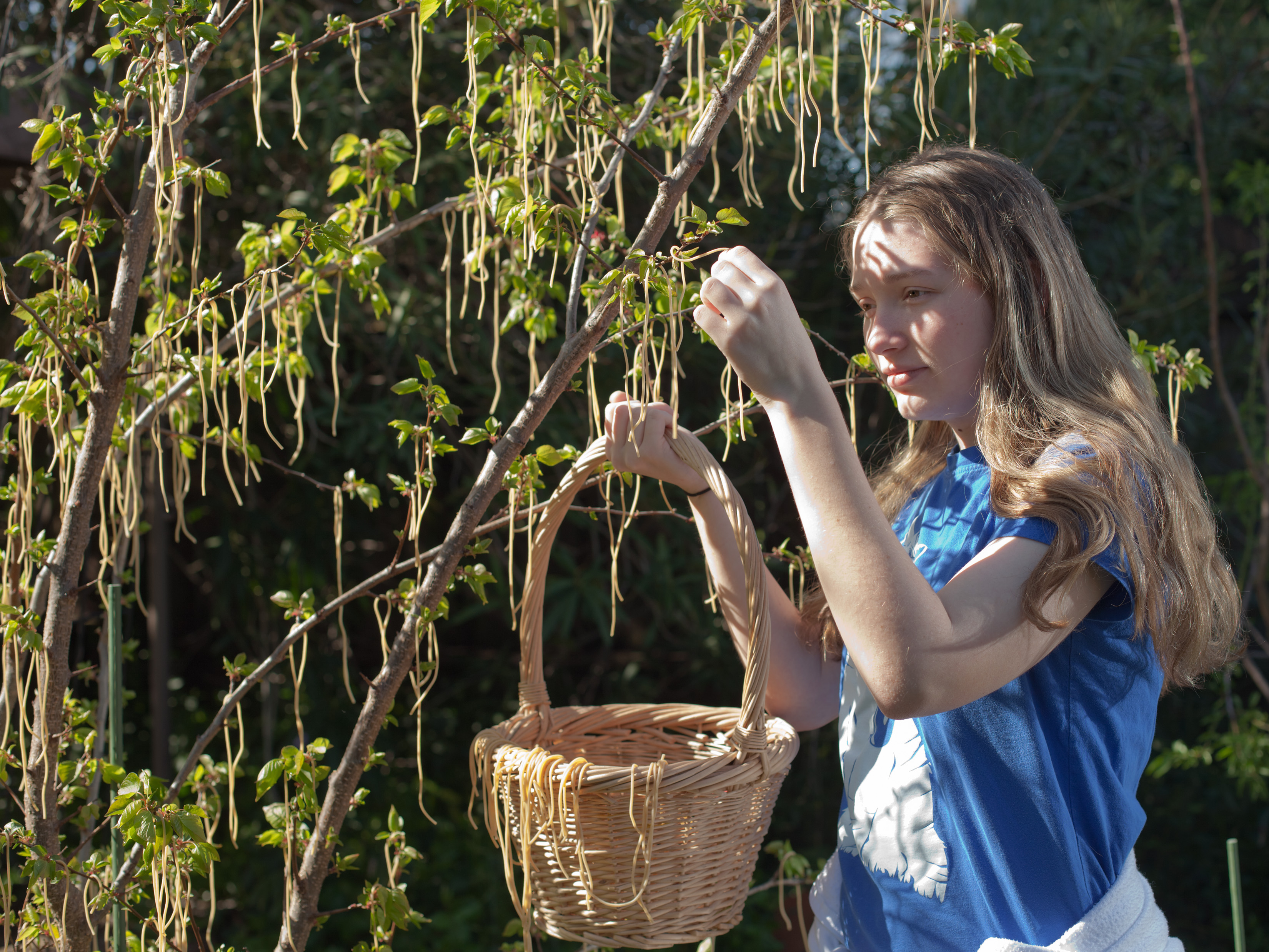
Cueillette de spaghettis de Caroline du Nord.

Les plantes de fiction sont des plantes inventées, qui n'existent pas dans le monde réel et qui sont issues d'œuvres de fiction. Les plantes de fiction apparaissent au cinéma, à la télévision, dans la littérature ou d'autres médias.

## Plantes de fiction
- Akarso - plante caractérisée par des feuilles presque oblongues à raies vertes et blanches de l'univers de Dune
- Audrey Jr./Audrey II - plante carnivore extraterrestre des films La Petite Boutique des horreurs
- Axis - arbre colossal qui s'étend au-dessus des nuages dans le film d'animation Kaena, la prophétie
- Beauregard - plante de l'univers de Star Trek
- Biollante - plante monstrueuse aux proportions titanesques du film Godzilla vs Biollante
- Black Mercy - plante de l'univers de DC Comics qui s'accroche à une victime et se nourrit de son "aura" tout en la plongeant dans une hallucination où elle vit une vie parfaite.
- Bloodflower - fleur cracheuse de venin du jeu vidéo Metroid Prime
- Borgia - plante de l'univers de Star Trek
- Cagney Carnation - l'un des 5 boss du 3ème monde dans Cuphead.
- Chamalla - plante de la série télévisée Galactica TV series. L'extrait de chamalla est utilisé en médecine alternative pour de nombreux traitements, dont le cancer. Un effet secondaire semble provoquer des visions ou des hallucinations.
- Cleopatra - plante carnivore de compagnie dans la série La Famille Addams
- Deathbottle - plante carnivore qui génère des pièges garnis de piques dans le documentaire Le futur sera sauvage.
- Elowan - race de créatures semblables à des plantes du jeu vidéo Starflight
- Gingold - fruit tropical rare du Yucatan dans les comics DC Comics. L'extrait de gingold dote de pouvoirs élastiques. Ralph Dinby en boit pour devenir le super-héros Elongated Man.
- Giraluna - plante aux qualités paramimétiques, évidentes à ses graines métalliques dans Parallel Botany par Leo Lionni
- Happy plant - mauvaise herbe aux effets euphoriques, de la série Dinosaurs
- Inkvine - plante rampante servant aux fouets pour les esclaves dans l'univers de Dune
- Katterpod - plante de la planète Bajor dans la série Star Trek: Deep Space Nine
- Killerwillows, trappersnappers, wiltmilts, berrywishes, pluggyrugs, arbres snaptrap et autres - dans Hothouse par Brian Aldiss
- Krynoids - plante carnivore extra-terrestre de la série Doctor Who
- Kyrt - plante récoltée sur la planète Florina dans le cycle Cycle de l'Empire d'Isaac Asimov.
- Papadalupapadipu - plante qui guérit instantanément le rhume pour les hommes dans la série Larry et Balki. Par contre, chez les femmes, elle provoque la pousse d'une moustache. La plante est censée pousser sur le mont Mypos de l'île méditerranéenne de Mypos, le pays de fiction dont Balki Bartokomous est originaire.
- Peahat, Deku Scrubs, Deku Baba - races de créatures semblables à des plantes de la série des jeux vidéo The Legend of Zelda
- Peya - buisson aux racines comestible du Monde de Rocannon par Ursula K. Le Guin
- Poirier savant - arbre dont le bois magique sert à constituer des objets comme le Bagage dans l'univers du Disque-monde par Terry Pratchett
- Re-annual plants - plantes dont la rare structure génétique à quadruple spirale leur permet de fleurir et grandir avant que leurs graines ne germent, du Disque-monde par Terry Pratchett
- Red weed - du roman La Guerre des mondes par H. G. Wells
- Rroamal - vigne rampante parasite dangereuse, de Décision à Doona par Anne McCaffrey
- Rytt - vigne carnivore de La Guerre contre le Rull par A. E. Van Vogt
- Arbre Spitfire - arbre des forêts tropicales de l'Antarctique dans 100 millions d'années du documentaire Le futur sera sauvage
- Sser - buisson aux baies rouges empoisonnées à l'odeur douceâtre, de Décision à Doona par Anne McCaffrey
- Stinky - plante du 1, rue Sésame
- Supox utricularia - race de créatures semblables à des plantes de la série de jeux vidéo Star Control
- Tirils - plantes de Botanique Parallèle par Leo Lionni. Une espèce, Tirillus silvador, a la propriété de produire des sons audible à 200 ou 300 m.
- Traversers - sortes d'araignées géantes végétales tissant leurs toiles entre la Terre et la Lune dans Hothouse par Brian Aldiss
- Tréant - race d'arbres humanoïdes de l'univers de Donjons et Dragons
- Tree-of-Life - "arbre-de-vie" des romans de Larry Niven
- Triffids - plantes carnivores capable de se déplacer et dotées d'un dard empoisonné dans le roman Les Triffides (1951) par John Wyndham. Elles apparaissent aussi dans une série radio (BBC, 1960), un film (1962), une série télévisée (BBC, 1981) et dans la suite du roman, La nuit des Triffides (2001) par Simon Clark.
- Arbre Truffula - arbre de The Lorax par Dr. Seuss
- Arbre Tumtum - arbre du poème loufoque Jabberwocky d'Alice au pays des merveilles par Lewis Carroll
- Vigne Vul nut - plante qui peut commencer à fleurir 8 ans avant d'être semée du Disque-monde par Terry Pratchett. Le vin obtenu de cette vigne peut donner au buveur une vision du futur, et une sérieuse gueule de bois la veille.
- Whistling leaves - plante à larges feuilles d’Elfquest dont les larges trous provoquent des sifflements lorsque le vent les traverse. Les feuilles sont un puissant diurétique.

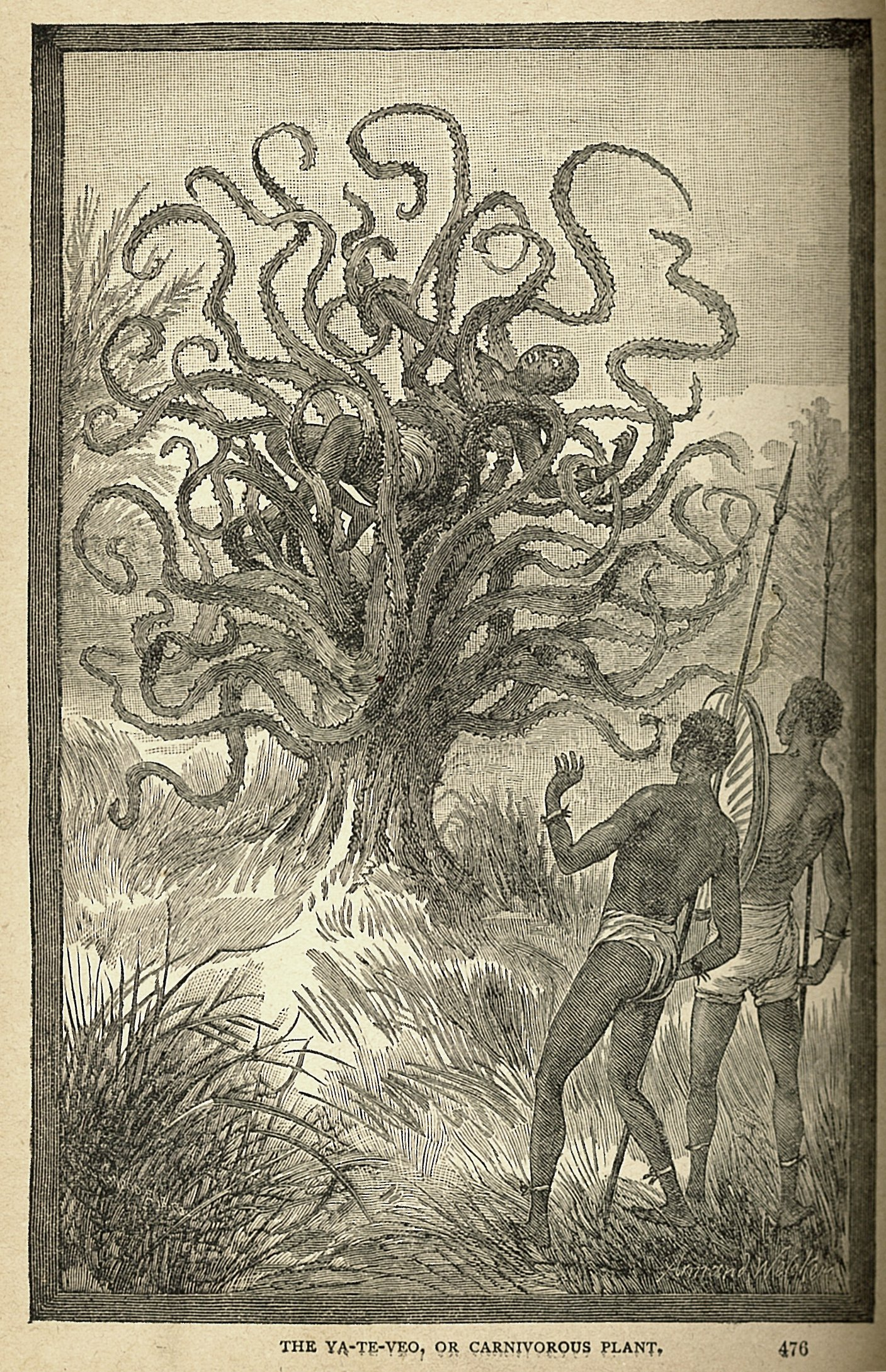
Le Ya-te-veo.

- Ya-te-veo « je te vois », plante carnivore géante dans le roman de J. W. Buel Land and see, 1887.

### Plantes de laTerre du MilieudeJ. R. R. Tolkien
- Aeglos - buisson épineux
- Alfirin - fleur dorée en forme de cloche
- Arbre blanc du Gondor
- Arbres du Valinor
- Athelas - plante médicinale à longues feuilles (aussi appelée Kingsfoil ou Asëa Aranion)
- Elanor - petite fleur étoilée dont le nom signifie étoile du soleil
- Ents - race d'arbres humanoïdes, esprits de la forêt
- Lebethron - arbre au bois noir
- Mallorn - arbre à l'écorce lisse et gris-argent, et aux feuilles dorées en automne
- Mallos - fleur dorée en forme de cloche
- Niphredil - petite fleur blanche étoilée dont le nom signifie étoile de la terre
- Seregon - plante à fleur rouge sang
- Symbelmynë - petite fleur blanche
- Herbe à pipe - une plante sauvage utilisée comme tabac

### Plantes de l'univers deHarry PotterparJ. K. Rowling
- Bubobulb - plante dont le pus permet de soigner l'acné notamment
- Branchiflore - plante permettant de respirer sous l'eau
- Mimbulus mimbletonia - cactus magique
- Snargaluff - dangereuse plante carnivore
- Venomous Tentacula - plante magique dotée de tentacules rouge sombre
- Saule cogneur - arbre magique et violent

Voire Plantes magiques (Harry Potter) pour plus d'information.

### Plantes ducycle de TerremerparUrsula K. Le Guin
- Arhada - grand arbre à longue vie ressemblant à un chêne
- Corly - racine dont on tire une fumée employée comme traitement contre la fièvre: la courle (racines de courle)
- Hazia - plante dont la racine est employée comme une drogue pour provoquer des visions
- Hemmen - grand arbre
- Hurbah - arbre à vers à soie
- Kingsfoil - herbe : la régale.
- Lacefoam - mauvaise herbe à fleurs blanches
- Nilgu - algue brune géante avec des fronds de 80 à 100 pieds de long, et dont les fibres sont employées pour fabriquer tissu, corde et filets
- Paramal - herbe: la paramale.
- Pendick - arbre à fleurs rouges : le pandiquier
- Perriot - plante dont les feuilles sont utilisées pour stopper les saignements : la périotte
- Rushwash - herbe utilisée comme thé : la pointelle
- Sparkweed - fleur jaune des prés : l'étincelet
- White hallows - herbe médicinale à fleurs blanches poussant dans les marais ou les prés à rivières : les hiératines blanches

### Plantes duMonty Python's Flying Circus
- Arbre sauntering angolais (Angolan sauntering tree)
- Buisson sidling gambien (Gambian sidling bush)
- Arbre vomissant du Mozambique (Puking Tree of Mozambique)
- La petite plante turque grossière (The Turkish little rude plant)
- L'arbre qui marche du Dahomey (Walking tree of Dahomey - Quercus nicholas parsonus) - arbre marcheur légendaire pouvant atteindre des vitesses allant jusqu'à 80 km/h, surtout lorsqu'il est pressé.

### Plantes citées parClark Ashton Smithdans ses contes et nouvelles
- fleur-diable - fleur énorme qui prospère dans le jardin d'ornement que possèdent les souverains d'un royaume équatorial de la planète Saturne  et à l'intérieur de laquelle un très ancien démon a élu domicile - «La Fleur-diable» (1922)
- plante rocher - plante carnivore gigantesque originaire d'une planète indéterminée et affectant la forme et l'aspect d'un rocher pour mieux tromper ses proies - «Abandonnés dans l'Andromède» (1930)
- plante serpent - sorte d'anaconda végétal originaire d'une planète indéterminée, aux anneaux vert pâle avec des taches brunes et pourpres irrégulières, longue de plus de trente mètres et capturant aisément les monstres aériens les plus redoutables à l'aide de trois têtes recouvertes de myriades de ventouses suceuses qui lui permettent d'aspirer ses proies après les avoir broyées - «Abandonnés dans l'Andromède» (1930)
- végétal planétaire - plante intelligente ayant la capacité de recouvrir a elle seule une planète entière et de se reproduire ensuite en expédiant ses propres boutures sur d'autres planètes, une fois les ressources de son monde d'origine épuisées - «La Semence de Mars» (1931)
- buisson ambulant - buisson trapus originaire d'une planète indéterminée et qui s'obstine à se redresser lorsqu'on le renverse - «L'Étonnante planète» (1931)
- mille-pattes végétal - sorte de concombre ambulant inoffensif originaire d'une planète indéterminée et rétractant ses nombreux appendices ambulatoires à l'approche du danger - «L'Étonnante planète» (1931)
- fleur carnivore vénusienne - fleur en forme de cloche de la taille d'une barrique qui secrète un liquide paralysant sur tout ce qui passe au-dessous d'elle - «L'Incommensurable horreur» (1931)
- liane carnivore vénusienne - plante aux nombreuses excroissances vertes et poilues qui capture ses proies en les enserrant dans un réseau de lianes inextricable - «L'Incommensurable horreur» (1931)
- champignon «sable mouvant» vénusien - large masse de fungus blanche et jaune qui absorbe les imprudentes créatures qui se sont aventurées sur elle - «L'Incommensurable horreur» (1931)
- orchidée vénusienne - plante parasite qui ne prend racine que dans le corps d'animaux vivants - «L'Incommensurable horreur» (1931)
- Le Voorqual - variations sur le thème déjà abordé dans «La Fleur-diable»: dans la cité de Lospar, sur la planète Lophaï, un peuple d'hommes-fleurs vit docilement dans l'adoration perpétuelle d'un souverain cruel, une fleur-démon gigantesque appelée le Voorqual - «Le Démon de la fleur» (1933)
- plante mutagène - un sorcier transforme les visiteurs importuns en créatures simiesques et primitives, à l'aide de plantes qui les engluent dans une sorte de sève mutagène - «Le Labyrinthe de Maal Dweb» (1933)
- plante araignée - buisson aux longues branches poilues et articulées capable de mouvements sommaires - «Le Labyrinthe de Maal Dweb» (1933)
- mandragore ensorcelée - mandragore ayant la propriété d'absorber la personnalité des défunts sur la tombe desquels elle pousse et de parler ensuite en leur nom - «Les Mandragores» (1933)
- parasite végétal vénézuélien - plante de nature indéterminée qui se développe à l'intérieur du crâne des animaux qui ont respiré ses spores et dont les rameaux finissent par sortir du corps pour produire à leur tour des spores - «Semences de mort» (1933)
- femme-fleur - plante carnivore dont le calice affecte la forme d'une femme aux longs bras tentaculaires - «Les Femmes-fleurs» (1935)
- hybride homme-plante - monstre végétal créé par le mage Dwerulas pour le plaisir du roi Adompha, à partir d'une personne ayant inspiré à Dwerulas et au roi de l'animosité et de l'ennui - «Le Jardin d'Adompha» (1938)
- fleur soporifique - fleur ronde et pâle dont l’aspect évoque celui de la pleine lune, poussant à l'orée d'une forêt indéterminée et exhalant un parfum entêtant et mortel - «La Forêt interdite» (1943)

Source: Philippe Gindre: Les Jardins de Klarkash-Ton: L'horreur végétale selon Clark Ashton Smith, La Clef d'Argent, 2008  (ISBN 9782908254693)